# Димитър Кощанов
Димитър Кощанов (Кущанов) е български политик, предприемач, революционер и анархист, ахъчелебийски войвода на Вътрешната македоно-одринска революционна организация и гемиджия.

## Биография
Димитър Кощанов е роден на 18 март 1879 година в Горна Джумая, днес Благоевград. Учи в българската мъжка гимназия в Солун. Следва инженерство в Швейцария, но не завършва. С анархистичните си убеждения се присъединява към ВМОРО и действа като терорист към Централния комитет. По-късно е член на групата на гемиджиите. През 1900 година заедно с Александър Кипров замества арестуваните Петър Манджуков, Петър Соколов и Павел Шатев и продължава да копае тунел под Отоман банк в Цариград. През 1901 година турската власт залавя тайна кореспонденция между Димитър Кощанов и Христо Матов и запечатва склада през който се копае тунела. Впоследствие Димитър Кощанов успява да избяга от турската власт. През 1902 година става войвода в Ахъчелебийско.
През 1905 – 1906 година работи във Варна. След Младотурската революция от 1908 година Димитър Кощанов участва в основаването на Народната федеративна партия (българска секция), като делегат от Горна Джумая и е избран за член на Партийния съвет. Занимава се със строително предприемачество. Участва дейно в обществения живот на родния си град. През 1913 година той е инициатор за възстановяването на местното читалище „Съгласие“ и е негов председател.
Удавя се в река Струма на 21 май 1915 година, при строежа на мост край село Покровник.